# Luthrie
Luthrie è un piccolo villaggio del Fife, distretto di Cupar, Scozia, Regno Unito, situato a circa 5 km da Cupar.
Luthrie ha una popolazione di 163 abitanti la cui parte attiva svolge la propria attività lavorativa prevalentemente nelle vicine Cupar e Newburgh.